# هيرمان لويزا
هيرمان لويزا (بالإنجليزية: Herman Loaiza)‏ ولد بتاريخ 14 أبريل 1956، هو دراج كولومبي سابق.

## روابط خارجية
- هيرمان لويزا على موقع أرشيف الدراجات (الإنجليزية)
- هيرمان لويزا على موقع إحصائيات الدراجات الإحترافية (الإنجليزية)